# Bão Sarika (2016)
Bão Sarika, hay còn được gọi là cơn bão số 7 ở Việt Nam, được biết đến ở Philippines với cái tên Bão Karen, là một cơn bão nhiệt đới mạnh trên Biển Tây Philippines. Nó là bão được đặt tên thứ 21 và cơn bão thứ mười của mùa bão Tây Bắc Thái Bình Dương năm 2016.